# Ardeotis kori
L'otarda kori (Ardeotis kori (Burchell, 1822)) è un uccello della famiglia degli Otididi originario dell'Africa orientale e meridionale.

## Descrizione

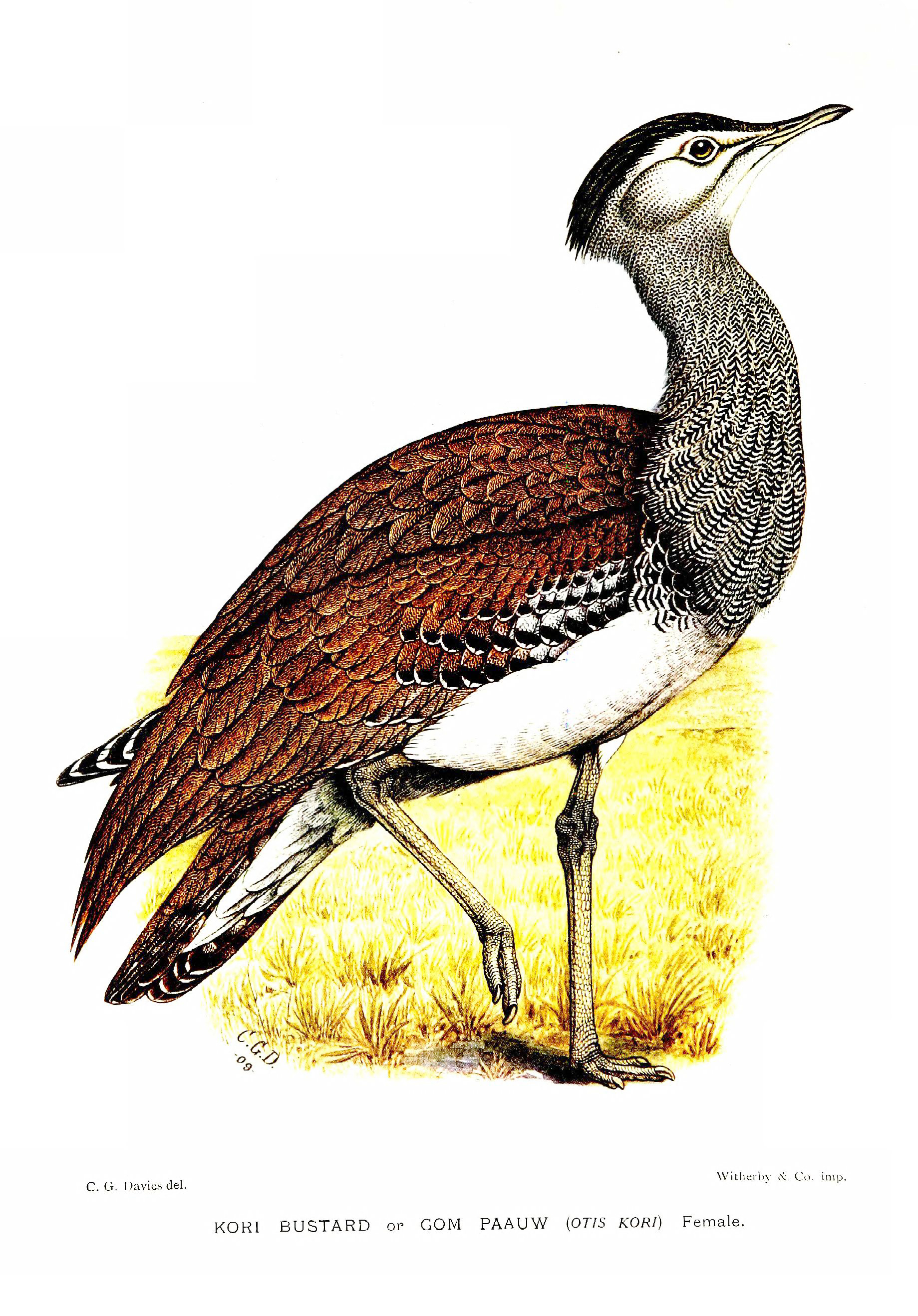
Illustrazione di C. G. Finch-Davies (1912).

### Dimensioni
Il maschio di otarda kori misura 120-150 cm di lunghezza, 71-120 cm di altezza e può raggiungere un'apertura alare di 230-275 cm. Pesa generalmente tra i 7 e i 18 kg. Il peso medio di 20 maschi adulti catturati in Namibia e appartenenti alla sottospecie nominale era di 11,3 kg, mentre i maschi di A. k. struthiunculus pesano mediamente 10,9 kg. Esemplari particolarmente grandi, tuttavia, possono raggiungere i 16-19 kg, e in alcuni casi eccezionali pesare almeno 20 kg. Sono stati riportati casi di esemplari fuori dal comune del peso di 23, 34 e perfino «quasi» 40 kg, ma nessuna di queste dimensioni straordinarie è mai stata verificata. Tra le otarde, solamente il maschio dell'otarda maggiore (Otis tarda) può raggiungere un peso simile; con tali dimensioni, i maschi di otarda kori e di quella eurasiatica sono non solamente i rappresentanti più grandi della loro famiglia, ma anche, probabilmente, gli animali volatori viventi più pesanti. Se si tenesse conto del peso medio tra i due sessi, infatti, altre specie, come il pellicano riccio (Pelecanus crispus), il condor delle Ande (Vultur gryphus) e il cigno trombettiere (Cygnus buccinator), raggiungerebbero pesi maggiori, ma nessuna di queste presenta un dimorfismo sessuale così pronunciato come le otarde giganti. Le femmine di otarda kori pesano in media 4,8-6,1 kg, spaziando da un minimo di 3 a un massimo di 7 kg. Il peso medio di 35 femmine adulte catturate in Namibia appartenenti alla sottospecie nominale era di 5,62 kg, mentre le femmine di A. k. struthiunculus pesano in media 5,9 kg. Le femmine misurano 80-120 cm di lunghezza, sono alte in media 60 cm e hanno un'apertura alare di 177-220 cm. Le misure standard per il maschio sono: corda alare di 69,5-83 cm, coda di 35,8-44,7 cm, culmen di 9,5-12,4 cm e tarso di 20-24,7 cm. Quelle della femmina, invece, sono: corda alare di 58,5-66,5 cm, coda di 30,7-39,5 cm, culmen di 7-10,4 cm e tarso di 16-19,5 cm. Il peso di ciascun esemplare, tuttavia, può variare considerevolmente a seconda dell'andamento delle precipitazioni.

### Aspetto
L'otarda kori presenta una colorazione criptica, prevalentemente grigia e marrone, finemente macchiata di bianco e nero. Le parti superiori e il collo sono fittamente vermicolati di nero e di beige-grigiastro. Sulla parte ventrale il piumaggio appare più sgargiante, con zone bianche, nere e beige. La cresta sulla testa è di colore nerastro, meno pronunciato nella femmina. Sopra l'occhio è presente una striscia bianca simile a un sopracciglio. Il mento, la gola e il collo sono biancastri, con sottili e delicate barrature nere. Un collare nero alla base della parte posteriore del collo si estende fin sui lati del petto. Le piume intorno al collo sono lasse, e tale caratteristica fa sì che il collo sembri più largo di quanto non sia in realtà. Il ventre è bianco e la coda presenta larghe fasce di colore grigio-brunastro e bianco. Le piume contengono porfirine sensibili alla luce, che conferiscono ad esse una sfumatura rosea alla base - particolarmente evidente quando vengono allargate improvvisamente. La testa è larga e le zampe sono relativamente lunghe. L'iride è di colore giallo chiaro, mentre il becco, relativamente lungo, diritto e piuttosto appiattito alla base, è color corno-verdastro chiaro. Le zampe sono giallastre. I piedi presentano tre dita rivolte in avanti. Le femmine hanno un piumaggio simile a quello del maschio, ma sono molto più piccole: misurano circa il 20-30% in meno e spesso pesano 2-3 volte meno del maschio. Presentano inoltre zampe e collo più sottili. I giovani sono simili nell'aspetto alla femmina, ma presentano una colorazione dai toni più brunastri e un maggior numero di macchie sul dorso, oltre a cresta e piume del collo più corte. I giovani maschi sono più grandi delle femmine e possono avere dimensioni paragonabili a quelle di un maschio adulto, ma tendono ad essere meno corpulenti; si differenziano inoltre per il fatto di avere un collo più sottile, una cresta sulla testa più breve, occhi più chiari e dorso più scuro.

### Specie simili
Le dimensioni e la cresta scura rendono facilmente distinguibile l'otarda kori dalle altre specie di otarde con le quali condivide l'areale. Tuttavia, l'Africa orientale ospita la maggiore diversità tra le otarde, comprese specie di dimensioni piuttosto considerevoli, e questo potrebbe causare un po' di confusione. L'otarda kori si differenzia dall'otarda di Denham (Neotis denhami) e dall'otarda di Ludwig (Neotis ludwigii), con le quali talvolta viene vista alimentarsi insieme, per la colorazione più grigia del piumaggio e per la mancanza di una zona di colore rosso fulvo sulla parte posteriore del collo e su quella alta della mantellina. In volo è distinguibile da queste due specie più piccole per il fatto di non presentare nessun segno bianco sulla parte superiore dell'ala, che è uniformemente grigia. Sia l'otarda di Denham che quella di Ludwig, inoltre, sono prive della caratteristica cresta scura dell'otarda kori. Più simile all'otarda kori, e quasi delle stesse dimensioni, è l'otarda araba (Ardeotis arabs), sua stretta parente, che, nonostante il nome, è presente anche in alcune regioni dell'Africa orientale. Tuttavia, quest'ultima presenta copritrici alari dalle punte bianche, dorso di colore più brunastro e vermicolature sul collo molto fini; inoltre, non possiede la base nera del collo e il nero delle copritrici alari presenti nell'otarda kori.

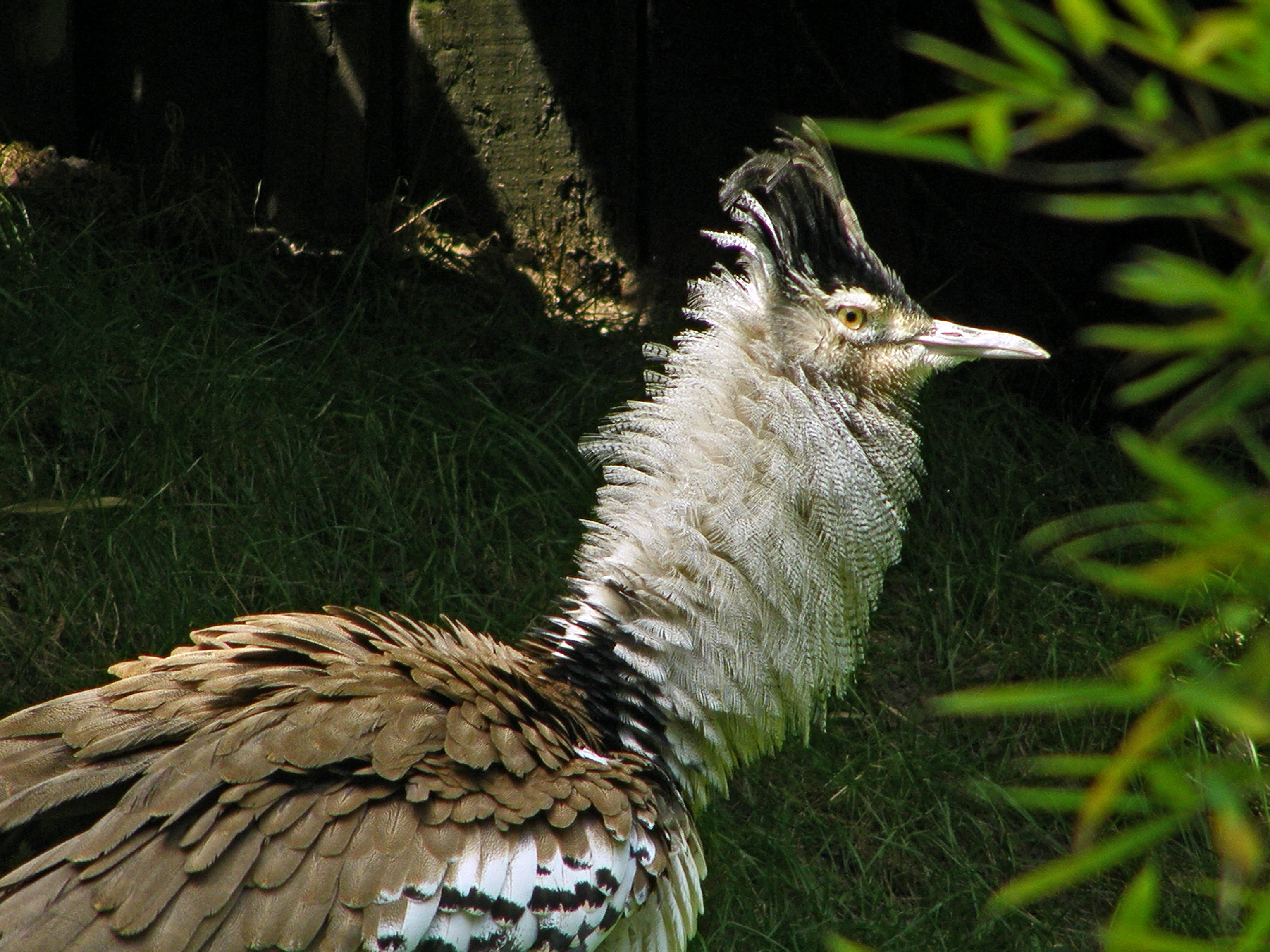
Primo piano del piumaggio di un maschio in cattività.

## Biologia

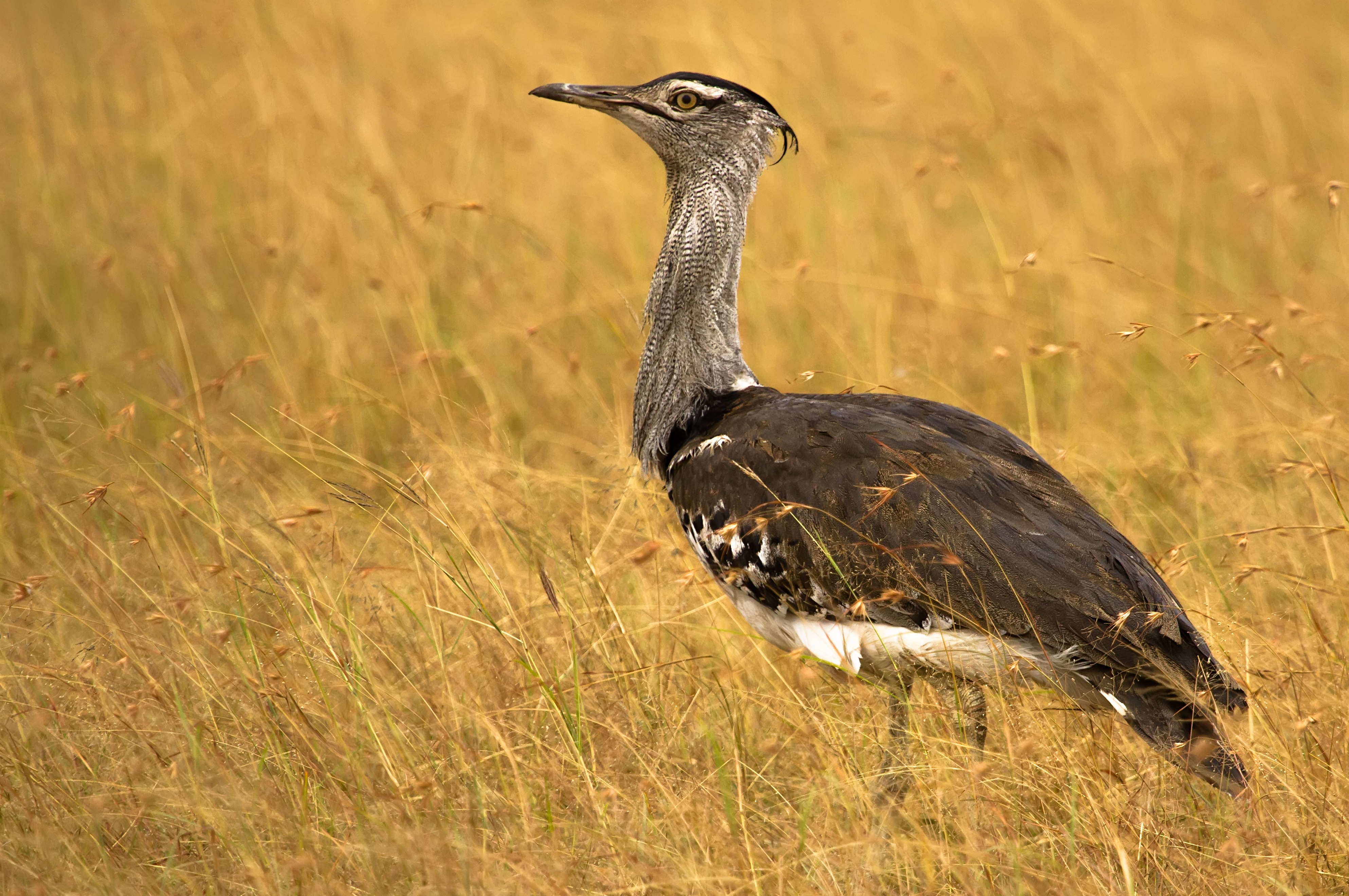
Maschio di A. k. struthiunculus nel Masai Mara (Kenya).

Le otarde kori trascorrono la maggior parte del loro tempo - fino al 70% - spostandosi sul terreno, anche se di tanto in tanto possono alimentarsi su bassi cespugli e alberi. Vi è un'unica segnalazione di un esemplare avvistato in Kenya mentre stava appollaiato sulla cima di un albero. Sono uccelli vigili e attenti. Tuttavia, il loro comportamento è variabile: di solito sono molto timide, e corrono o si accovacciano al primo segno di pericolo; altre volte, invece, possono mostrarsi del tutto prive di timore nei confronti dell'uomo. Hanno un modo esitante e lento di camminare e quando individuano un intruso cercano di evitare di essere localizzate, procedendo silenziosamente con la testa sollevata ad un angolo compreso tra 45 e 60°. Essendo un uccello grande e pesante, l'otarda kori evita sempre di alzarsi in volo, se possibile. Quando si sente minacciata, per prima cosa fuggirà via correndo e, se la minaccia continua, si alzerà in volo con grande sforzo, battendo pesantemente le ali. Una volta in volo, procede più facilmente con battiti d'ala lenti e misurati, tenendo il collo disteso e le zampe piegate. Di solito rimane a bassa quota e atterra nuovamente quando è ancora all'interno del campo visivo. Quando atterrano, le otarde kori continuano a tenere le ali distese, ripiegandole solo quando l'uccello ha rallentato a una velocità di camminata. Le otarde kori non hanno la ghiandola dell'uropigio, così, per mantenersi pulite, utilizzano la polvere prodotta da apposite penne dette pulviplume. Praticano anche bagni di sole e bagni di polvere. Questa specie produce un richiamo nuziale forte e crescente, spesso emesso poco prima dell'alba, che può essere udito anche da notevole distanza. Prevalentemente stanziali, le otarde kori possono effettuare anche spostamenti erratici, probabilmente influenzati dalle precipitazioni; non vi sono prove che suggeriscano un loro schema regolare. Queste migrazioni locali hanno luogo di notte, ma finora non sono mai state mappate. Nel parco nazionale di Etosha questi uccelli si spostano anche per 85 km dalla boscaglia di mopane alle distese erbose aperte, per poi farvi nuovamente ritorno la stagione successiva. Un esemplare di sesso maschile dotato di trasmettitore satellitare dai ricercatori dei Musei Nazionali del Kenya ha dimostrato l'esistenza di una rotta migratoria lungo la Rift Valley, tra la Tanzania e il Sudan del Sud sud-orientale. Inoltre, i maschi, sia adulti che giovani, effettuano spostamenti dopo la stagione riproduttiva, mentre le femmine non sembrano farlo. Generalmente l'otarda kori si alimenta durante la mattina e la sera, trascorrendo il resto della giornata restando ferma in piedi all'ombra.

### Voce
Meno vocale di altri suoi simili, l'otarda kori è generalmente silenziosa ma, quando sono allarmati, entrambi i sessi emettono un forte latrato ringhiante, descritto come un ca-caa-ca ripetuto più volte fino a un massimo di 10 minuti. Questo richiamo, udibile anche a lunga distanza, viene spesso emesso dalle femmine con i piccoli e dai maschi durante gli scontri con i conspecifici. Anche i pulcini, a partire dall'età di due settimane, emettono questo richiamo di allarme quando sono spaventati. Il richiamo nuziale del maschio è un profondo e risonante woum-woum-woum-woum, oom-oom-oom o wum, wum, wum, wum, wummm. Questo richiamo termina con schiocchi del becco udibili solamente a distanza molto ravvicinata. Al di fuori delle parate nuziali, le otarde kori sono spesso silenziose. A volte è possibile udire un forte richiamo di allarme, generalmente prodotto dalle femmine. Forse producono anche un profondo vum al momento del decollo.

### Comportamento sociale
Durante la stagione degli amori, questi uccelli sono solitamente solitari, fatta eccezione per le coppie riproduttive. Negli altri periodi dell'anno, invece, sono abbastanza gregari e possono vivere in gruppi costituiti spesso da 5 o 6 esemplari, ma che di tanto in tanto possono contare fino a 40 individui. I gruppi più numerosi si possono trovare attorno ad una fonte di cibo abbondante o alle pozze di abbeverata. All'interno dei gruppi, i vari uccelli sono spesso piuttosto distanziati tra loro, talvolta anche 100 m l'uno dall'altro. I gruppi che si muovono insieme alla ricerca del cibo sono spesso costituiti da esemplari dello stesso sesso. Tali gruppi non durano a lungo e spesso si separano dopo pochi giorni. Vivere in comunità è ritenuto vantaggioso per questi animali, in quanto i gruppi possono garantire la sicurezza nel numero contro i predatori e possono portare le otarde a primeggiare contro altri competitori alimentari.

### Alimentazione

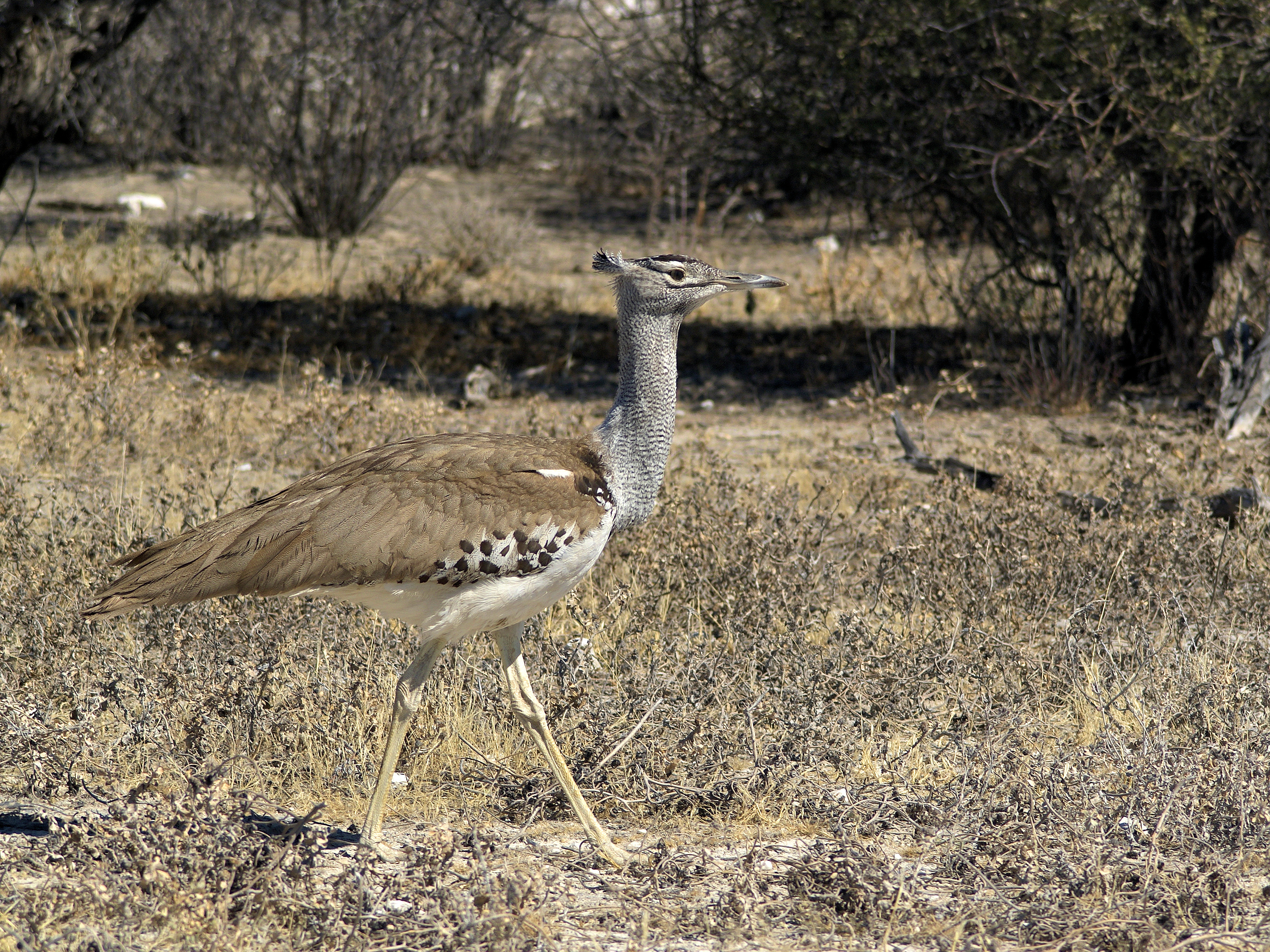
Femmina di A. k. kori nei pressi del parco nazionale di Etosha (Namibia).

Camminando lentamente e tranquillamente, le otarde kori si alimentano beccando sul terreno e sono più attive nelle prime e nelle ultime ore di luce del giorno. Sono uccelli abbastanza onnivori. Gli insetti costituiscono un'importante fonte di cibo; tra le specie che figurano più comunemente sul loro menu vi sono locuste, cavallette, scarabei stercorari (Scarabaeus ssp.) e bruchi. Possono seguire le mandrie di grandi ungulati direttamente per catturare gli insetti che fanno sollevare in volo al loro passaggio o per frugare nel loro letame alla ricerca di insetti commestibili. Durante le invasioni di locuste e di bruchi, talvolta si vedono otarde kori che effettuano vere e proprie abbuffate. Altri insetti oggetto di caccia sono le cavallette verdi (Tettigonia ssp.), le termiti, gli imenotteri e i solifugi. All'occasione possono mangiare anche scorpioni e molluschi.
Possono venire regolarmente catturati anche piccoli vertebrati, comprese lucertole, camaleonti, piccoli serpenti, piccoli mammiferi (soprattutto roditori), uova di uccelli e nidiacei. Di tanto in tanto si nutrono di carogne, specialmente di quelle dei grandi animali uccisi dagli incendi nel veld. Anche le sostanze di origine vegetale costituiscono una parte importante della dieta. Le erbe e i loro semi sono forse le sostanze vegetali mangiate più di frequente, ma questi animali non disdegnano semi, bacche, radici, bulbi, fiori, meloni selvatici e foglie verdi. Questa otarda è particolarmente attratta dalla resina solidificata di Acacia. A causa di questa particolarità, la specie è nota in lingua afrikaans come Gompou, vale a dire «pavone della gomma». Quando ha accesso all'acqua beve regolarmente, ma può essere trovata anche a 40 km di distanza dal punto d'acqua più vicino. Stranamente, quando beve, aspira l'acqua invece di raccoglierla con il becco.

### Riproduzione

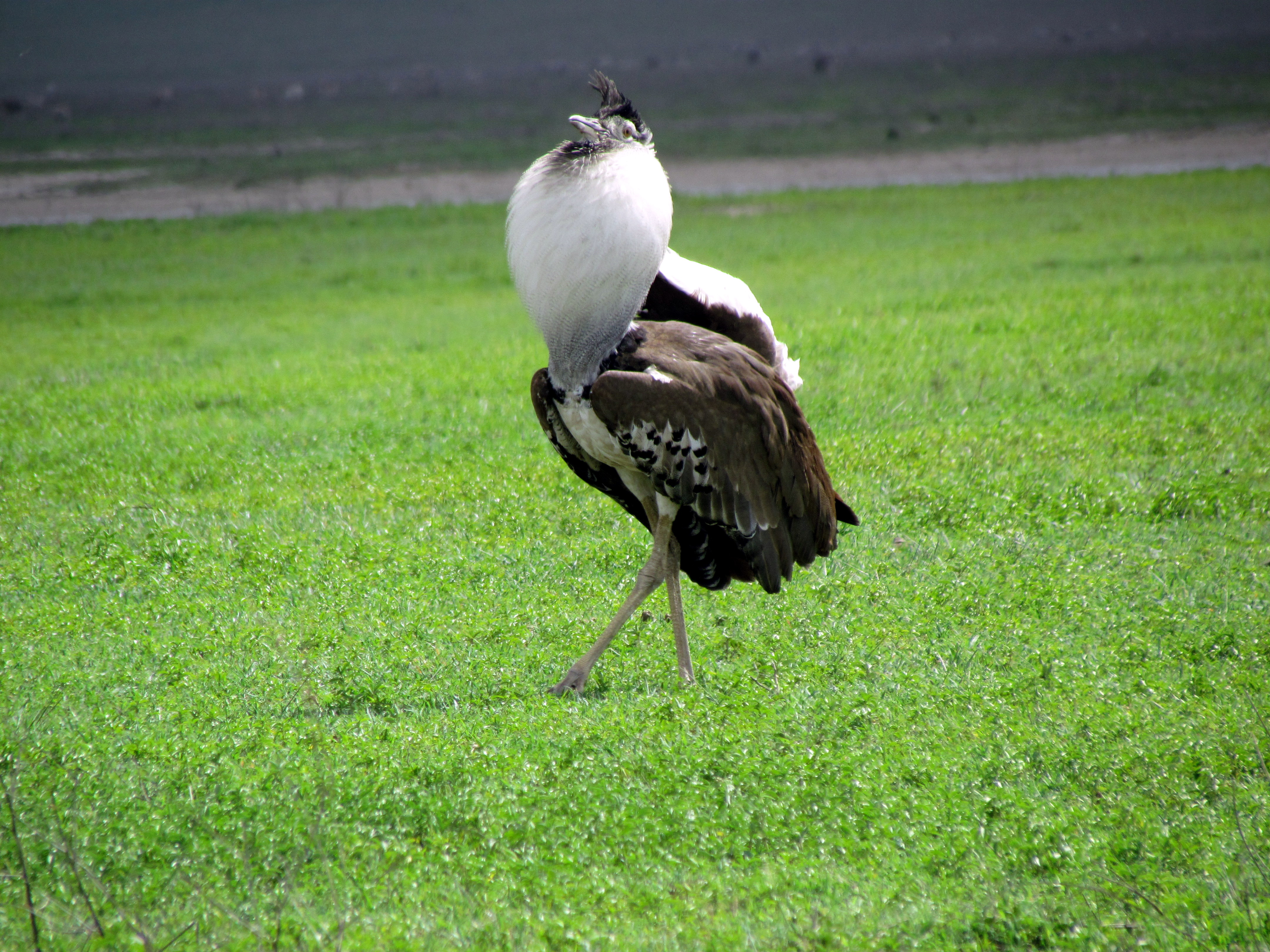
Parata nuziale di un maschio di A. k. struthiunculus nell'area di conservazione dello Ngorongoro.

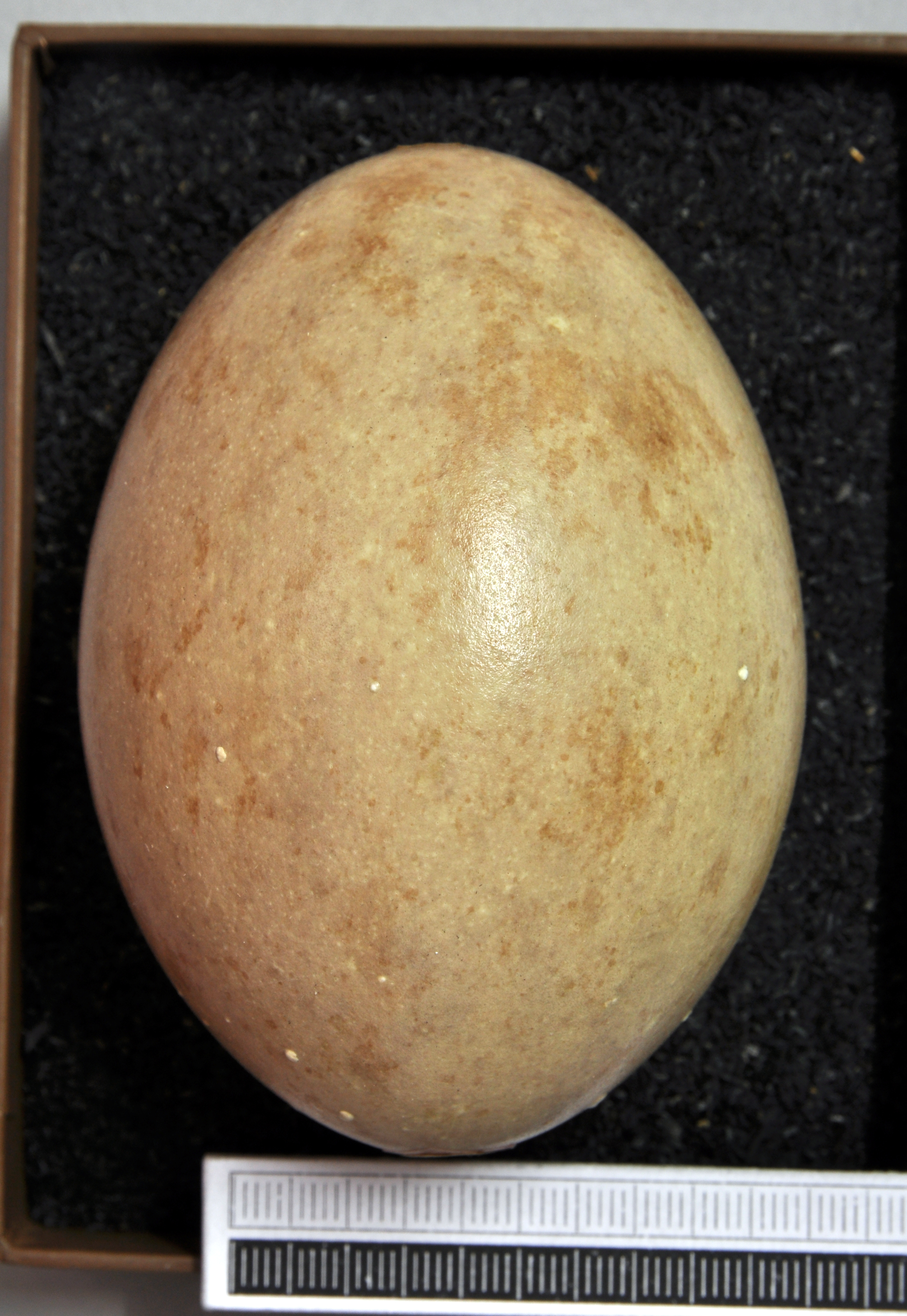
Uovo (collezione del museo di Wiesbaden).

La stagione di riproduzione dell'otarda kori varia tra le due sottospecie. In linea di massima, possiamo affermare che A. k. struthiunculus nidifica da dicembre ad agosto e A. k. kori da settembre a febbraio. La riproduzione è strettamente correlata alle precipitazioni e negli anni di siccità può ridursi notevolmente o non avere luogo affatto.
I maschi di otarda kori occupano caratteristiche arene nuziali denominate lek. Tutte le specie di otarda hanno abitudini poliginiche e i maschi cercano di attirare, con le loro esibizioni, più femmine, con le quali si accoppieranno. I maschi si esibiscono in siti regolarmente utilizzati e ciascuno di essi utilizza diversi lek sparsi qua e là. Le parate nuziali di solito hanno luogo al mattino e alla sera. Esse sono impressionanti ed elaborate e servono ad avvisare della loro presenza potenziali compagne. I maschi piegano la testa all'indietro, con le guance rigonfie, la cresta eretta e il becco aperto, e gonfiano la loro sacca golare, formando una sorta di «palloncino» bianco sulla gola. Durante questa esibizione l'esofago si gonfia fino a quattro volte le sue dimensioni normali, assomigliando a un palloncino. Tirano anche in fuori le piume della parte anteriore del collo, che vengono rivolte verso l'alto mostrando la parte inferiore bianca, che durante queste parate può essere visibile anche a un chilometro di distanza. Le ali vengono lasciate penzolare e la coda sollevata verso l'alto e ripiegata in avanti sul dorso come quella di un tacchino, con le timoniere tenute verticalmente e le copritrici del sottocoda arruffate. I maschi fanno apparire ancora più stravaganti le loro prestazioni muovendosi con una strana andatura ondeggiante. Inoltre, procedono a grandi passi falcati con le piume del collo arruffate, la coda aperta a ventaglio e le ali semiaperte e rivolte verso il basso. Quando il collo è rigonfio al massimo, emettono anche un suono rimbombante a bassa frequenza e aprono e chiudono il becco, facendolo sbattere. Talvolta più maschi dispersi su una vasta area si radunano insieme per esibirsi in parata, ma generalmente è solo il maschio dominante ad esibirsi e gli altri si allontanano. I maschi in parata vengono visitati dalle femmine che presumibilmente scelgono il maschio dall'aspetto più impressionante. Di tanto in tanto, quando si contendono uno spazio per esibirsi, i maschi possono dar luogo a duri scontri, spingendosi a vicenda e pugnalandosi con il becco. In tal caso possono fronteggiarsi petto contro petto, con le code erette e i becchi serrati, «spingendosi» anche per 30 minuti.
Dopo il corteggiamento, ha luogo l'accoppiamento, che ha inizio con la femmina che si accovaccia accanto al maschio dominante. Lui rimane in piedi sopra di lei, con le piume della coda e della cresta sollevate, per 5-10 minuti, girandole intorno e beccandole la testa in modo lento e deliberato. Lei si ritrae ad ogni beccata. Ad un certo punto il maschio si abbassa sui tarsi, continuando a beccarla, finché non si avvicina a lei e la monta tenendo le ali spiegate. La copula dura pochi secondi, dopo di che i partner si separano, arruffando il piumaggio. La femmina talvolta emette una sorta di latrato, mentre il maschio prosegue con la sua parata nuziale.
Come tutte le altre otarde, anche la femmina dell'otarda kori non costruisce un vero nido, ma depone le uova sul terreno in una cavità poco profonda, priva di qualsiasi rivestimento, invece di creare una depressione grattando con le zampe come fanno altre sue simili. Questo nido è situato generalmente a non più di 4 metri di distanza da un albero o da un cespuglio, un termitaio o un affioramento di rocce. La cavità può misurare 300-450 millimetri di diametro ed essere quasi completamente ricoperta dalla femmina quando cova le uova. Essendo situati sul terreno, i nidi sono spesso ben nascosti e difficili da individuare per un occhio umano, a meno che non ci si imbatta in loro per caso. Lo stesso sito viene talvolta riutilizzato negli anni successivi. L'otarda kori è una nidificatrice solitaria e non vi sono prove che testimonino un qualsiasi grado di territorialità tra le femmine. Di solito vengono deposte due uova, anche se raramente possono essere una o tre. La dimensione della covata è probabilmente correlata alla disponibilità di cibo. Le uova presentano una colorazione criptica simile a quella del suolo circostante, essendo beige scuro, marrone o verde oliva e ben segnate e chiazzate con sfumature di marrone, grigio e viola pallido. Il loro guscio è piuttosto lucido o ceroso e presenta una superficie dall'aspetto butterato. Misurano 81-86 millimetri di altezza e 58-61 millimetri di larghezza. Ciascuna di esse misura in media circa 149 grammi, andando da un minimo di 121 a un massimo di 178.
La femmina, che si occupa di sola di qualunque cosa correlata all'allevamento della nidiata, senza l'aiuto del maschio, rimane nel nido il 98% del periodo dell'intera incubazione, allontanandosi raramente solo per mangiare e mai per bere. Di tanto in tanto stiracchia le zampe e solleva le ali sopra la testa. Gira regolarmente le uova con il becco. Il piumaggio della femmina è scialbo e dello stesso colore del terreno, il che la rende ben mimetizzata. Occasionalmente raccoglie pezzi di vegetazione e li lascia cadere sul dorso per rendere più efficace il suo camuffamento. Se hanno bisogno di nutrirsi brevemente, le femmine si allontanano e fanno ritorno al nido camminando acquattate con passo silenzioso e rapido. Se ci si avvicina ad una femmina che sta covando, prima scivolerà via dal nido discretamente, attendendo pazientemente, e volerà via solo all'ultimo momento. Il periodo di incubazione va da 23 a 30 giorni, ma non sappiamo con certezza se questo superi i 25 giorni negli esemplari che vivono allo stato selvatico. I piccoli sono precoci e molto ben mimetizzati. Le loro redini sono di colore fulvo, il vertice fulvo e macchiato di nero. Un largo sopracciglio bianco bordato di nero si estende fino al centro della nuca. Il collo è bianco con strisce irregolari nere che partono da dietro l'occhio e dalla base della mandibola inferiore. Le parti superiori sono fulve e nere con tre linee nere che corrono lungo il dorso. Le parti inferiori sono biancastre. Quando i pulcini escono dal guscio, la madre li rifornisce costantemente di cibo, quasi sempre sostanze di consistenza morbida in modo che possano mangiarle facilmente. In cattività, alla nascita, i piccoli pesano da 78 a 116 grammi, ma crescono rapidamente. Sono in grado di seguire la madre già qualche ora dopo la schiusa e nel giro di poche settimane si alimentano da soli in compagnia della madre. Si alzano per la prima volta in volo all'età di 4 o 5 settimane, ma sono in grado di volare effettivamente non prima dei 3 o 4 mesi. In media, circa il 67% delle uova giunge a schiudersi (grazie soprattutto all'efficace camuffamento del nido) e uno dei due piccoli sopravvive fino all'età adulta. In Namibia e in Tanzania, il successo della riproduzione si riduce enormemente durante i periodi di siccità. La maggior parte dei giovani lascia la madre durante il secondo anno di vita, ma non inizia a riprodursi fino al completo raggiungimento della maturità, all'età di tre o quattro anni, sia se si tratti di maschi che di femmine, come evidenziano studi condotti sia in natura che in cattività. La speranza di vita in natura non è nota, ma in cattività questi animali possono vivere almeno fino a 26 o forse 28 anni.

### Relazioni interspecifiche

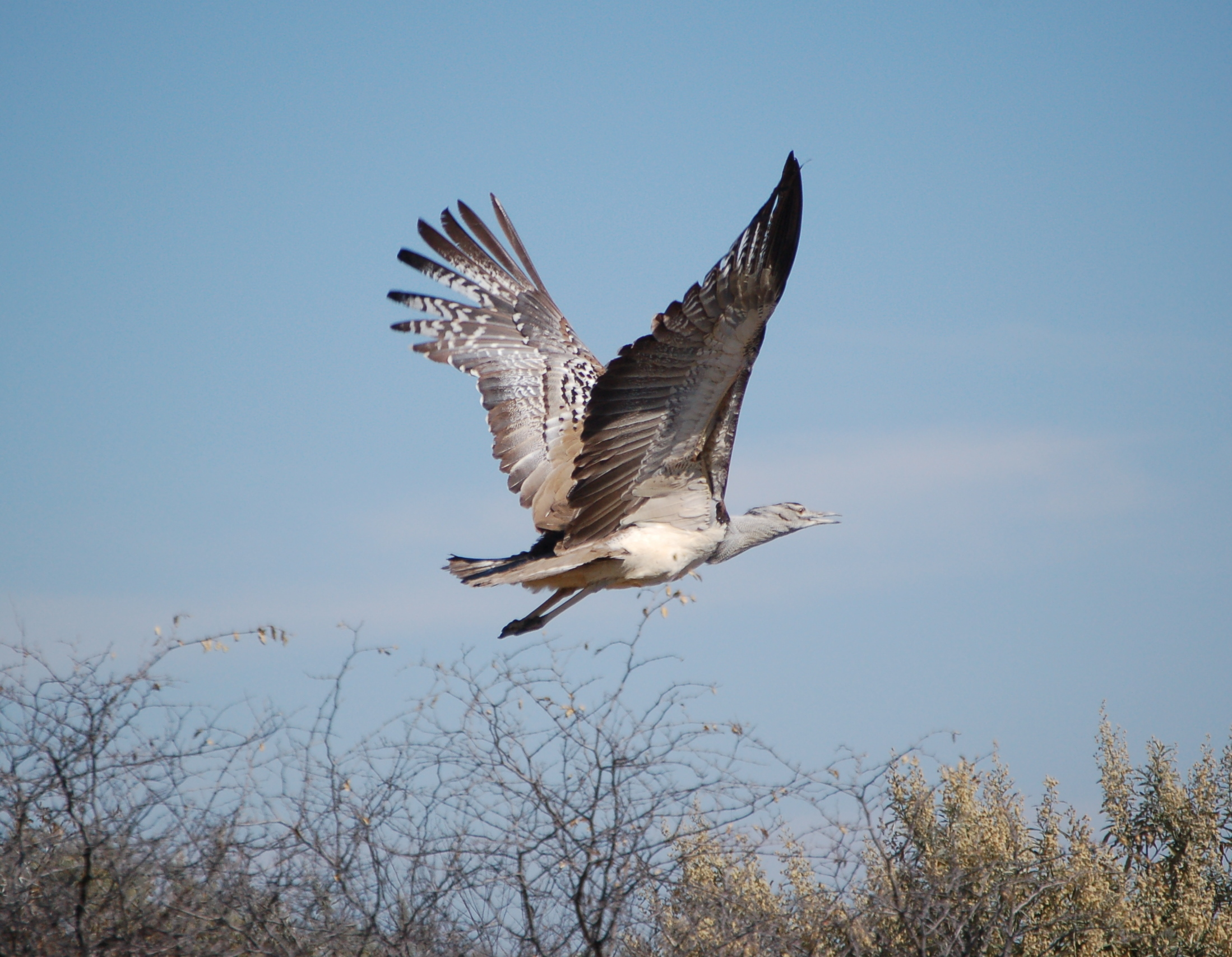
A. k. kori in volo presso Windhoek (Namibia).

Le otarde kori vengono spesso rinvenute in aree dove è presente un gran numero di antilopi e di altri grandi mammiferi. In Tanzania, seguono regolarmente le mandrie di gnu striato (Connochaetes taurinus) per nutrirsi dei piccoli mammiferi e degli insetti disturbati dal loro passaggio. A loro volta vengono avvistate otarde kori che procedono tra l'erba alta con gruccioni carmini meridionali (Merops nubicoides) o carmini (Merops nubicus) appollaiati sul dorso. I gruccioni sfruttano questa posizione per afferrare gli insetti che fuggono via al passaggio dell'otarda. Tale comportamento viene segnalato regolarmente nel parco nazionale di Chobe (Botswana), ma altrove è stato riportato una sola volta. In un caso documentato anche dei dronghi codaforcuta (Dicrurus adsimilis) stavano appollaiati su un'otarda comportandosi in maniera simile. Presso le pozze di abbeverata le otarde kori sono state viste comportarsi con fare aggressivo, sollevando la cresta, aprendo le ali e dando colpi con il becco, nei confronti di animali innocui, come l'otarda crestarossa (Lophotis ruficrista), lo springbok (Antidorcas marsupialis), la zebra delle steppe (Equus quagga) e il gemsbok (Oryx gazella). In cattività, le otarde kori sono state tenute insieme a numerose altre specie (generalmente africane) anche in stretti recinti. Quindici altre specie di uccelli e dodici di mammiferi (rinoceronti compresi) hanno convissuto tranquillamente con loro. Tuttavia, le otarde a volte feriscono o uccidono i piccoli di altri animali, dalle anatre ai dik-dik, e possono a loro volta essere uccise da specie più grandi, dagli struzzi (Struthio camelus) alle zebre (Equus spp.).
Trattandosi di una specie di grosse dimensioni che vive sul terreno, l'otarda kori è vulnerabile agli attacchi di un gran numero di temibili predatori africani. Leopardi (Panthera pardus), caracal (Caracal caracal), ghepardi (Acinonyx jubatus), leoni (Panthera leo), iene maculate (Crocuta crocuta), pitoni di Seba (Python sebae), sciacalli (Canis spp.), aquile di Verreaux (Aquila verreauxii), aquile marziali (Polemaetus bellicosus) e gufi di Verreaux (Bubo lacteus) figurano tra i loro potenziali predatori. Inoltre, facoceri (Phacochoerus spp.), aquile rapaci (Aquila rapax), gufi reali del Capo (Bubo capensis), manguste e babbuini (Papio spp.) possono razziare uova, pulcini e, nel caso delle aquile rapaci e dei gufi reali del Capo, uccidere anche esemplari adulti. Quando si sentono minacciate, le otarde kori emettono una sorta di latrato e si piegano in avanti allargando la coda e le ali per apparire più grandi. Gli adulti ringhiano quando i loro piccoli sono minacciati dai predatori. I pulcini tendono ad essere di gran lunga più vulnerabili ai predatori. Molti di loro, nonostante il loro piumaggio criptico e la difesa della madre, vengono regolarmente catturati di notte dagli sciacalli e dai leopardi. Fino all'82% dei pulcini di otarda kori muoiono nel loro primo anno di vita. Quando si trovano in compagnia dei gruccioni carminio, questi uccelli più piccoli possono tra l'altro fornire protezione dai predatori grazie alla loro vigilanza. Le impressionanti parate nuziali del maschio possono attirare l'attenzione anche dei predatori più grandi, quali iene o leoni. Nonostante siano troppo grosse per la maggior parte degli uccelli rapaci, è ben noto che l'aquila marziale costituisca una seria minaccia per questi animali, perfino per gli esemplari adulti. In un caso documentato di aggressione di un'aquila marziale ai danni di un'otarda kori adulta, entrambi gli uccelli ne uscirono fuori malconci: l'aquila si ritrovò con una zampa sanguinante a seguito del contrattacco dell'otarda, ma quest'ultima venne ferita più gravemente, ritrovandosi con un'ala spezzata e diverse ferite aperte. Nonostante fosse riuscita a fuggire via, venne ritrovata morta la mattina seguente, divorata da uno sciacallo.

## Distribuzione e habitat

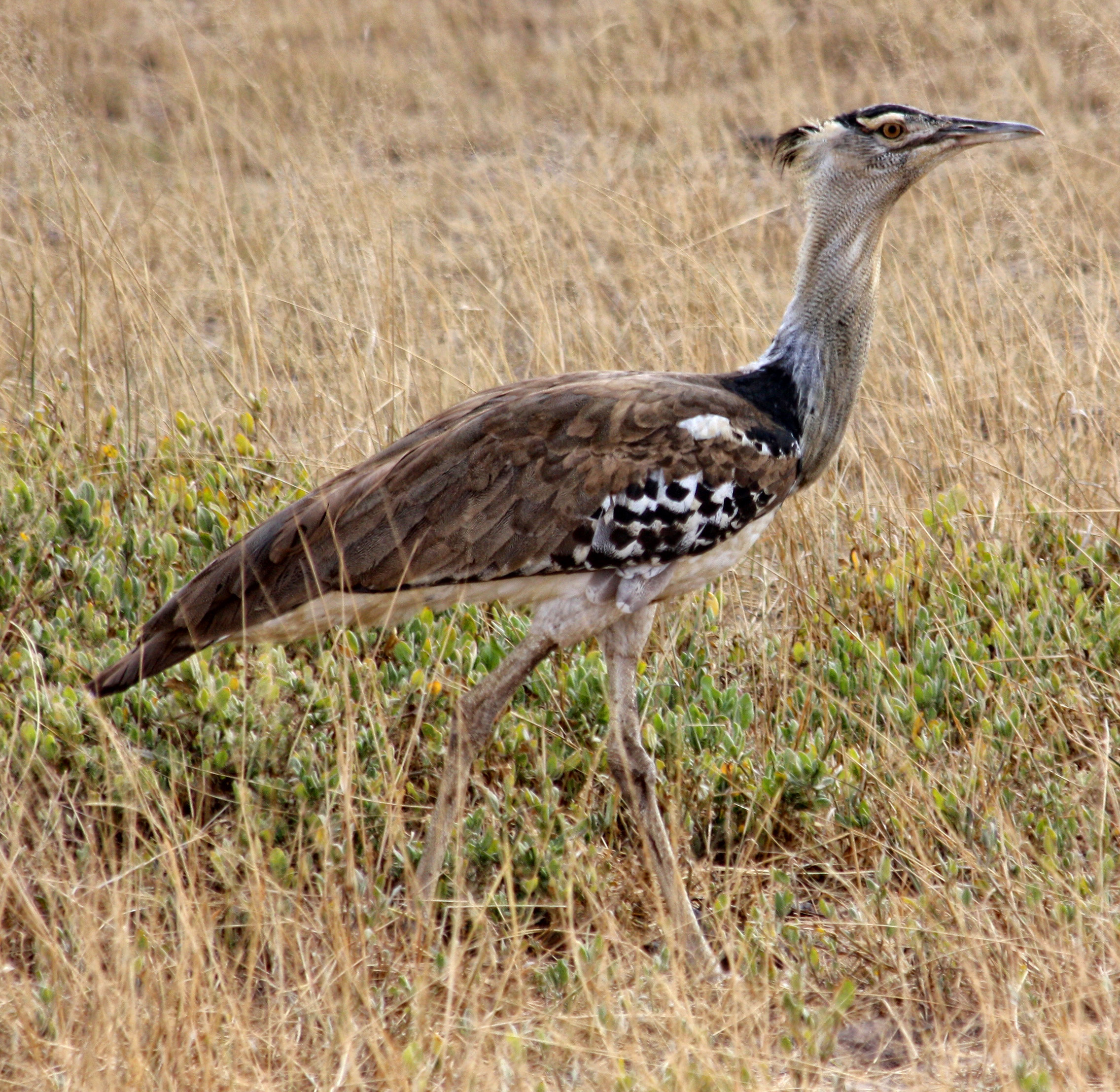
A. k. struthiunculus nel parco nazionale di Amboseli (Kenya).

L'otarda kori è diffusa in tutta l'Africa meridionale, fatta eccezione per le aree densamente alberate. È comune in Botswana e Namibia, nonché nell'Angola meridionale e, più marginalmente, nello Zambia sud-occidentale. In Zimbabwe è generalmente scarsa ma localmente comune, in particolar modo sull'altopiano centrale. Il suo areale si estende lungo la valle del fiume Limpopo fin nel Mozambico meridionale e nel lowveld orientale del Sudafrica. In Sudafrica è infrequente o rara nelle province dello Stato libero, del Nord-Ovest e del Capo Settentrionale, e si spinge verso sud fin nell'interno delle province del Capo Occidentale e Orientale. È del tutto assente dalle pianure costiere che si estendono lungo il Sudafrica meridionale e orientale e dalle aree di alta montagna. La specie è comune in Tanzania nei parchi nazionali dello Ngorongoro, dell'altopiano di Kitulo e del Serengeti. Una popolazione geograficamente disgiunta è presente anche nei deserti e nelle savane dell'Africa nord-orientale. Qui, l'areale della specie comprende l'estremità sud-orientale del Sudan del Sud, la Somalia settentrionale, l'Etiopia e quasi tutto il Kenya (tranne le regioni costiere), la Tanzania e l'Uganda. Il Kenya potrebbe ospitare la popolazione più numerosa di questa specie, che è addirittura particolarmente comune nella Provincia nord-orientale. All'interno del loro areale, questi animali sono solitamente stanziali, fatta eccezione per alcuni spostamenti casuali ed erratici dopo la stagione delle piogge.
Questa specie vive nelle aree erbose aperte, spesso caratterizzate da suolo sabbioso, specialmente dalle sabbie del Kalahari, e da erba bassa, solitamente nei pressi della copertura di gruppetti isolati di alberi o cespugli. Si può incontrare nelle pianure, sugli altopiani aridi, nelle praterie dell'highveld, nelle boscaglie aride, nella savana scarsamente alberata, nel bushveld arido aperto e nei semideserti. Le zone dove la specie è presente sono caratterizzate da precipitazioni annue piuttosto scarse, con valori compresi tra 100 e 600 millimetri. Si riproduce nelle savane, in aree dalla copertura erbosa scarsa con alberi e cespugli sporadici. Nidifica spesso in zone collinari. Segue gli incendi o le mandrie di ungulati al pascolo per nutrirsi delle prede che fuggono via dall'erba bassa. Si può incontrare anche nelle zone coltivate, in particolare nei campi di frumento con pochi alberi sparsi, ma non nelle aree densamentate alberate e nelle foreste, in quanto necessita di molto spazio aperto per potersi alzare in volo. Nelle praterie aride vive lungo i corsi d'acqua in secca, dove gruppetti di alberi offrono riparo durante la calura del giorno.

## Tassonomia
Il naturalista inglese William John Burchell descrisse l'otarda kori nel 1822. L'epiteto specifico kori deriva dal nome in lingua tswana di questo animale, Kgori.
Vengono riconosciute due sottospecie:
- A. k. kori (Burchell, 1822), caratterizzata da un piumaggio relativamente chiaro e diffusa in Botswana, Zimbabwe, Namibia, Angola meridionale, Sudafrica e Mozambico[10];
- A. k. struthiunculus (Neumann, 1907), diffusa in Etiopia, Uganda, Sudan del Sud, Kenya e Tanzania. Le due razze sono separate dalle aree boschive di miombo dell'Africa centrale[33]. Questa razza presenta disegni della testa maggiormente evidenti e disegni sulle ali un po' più bianchi e neri. Entrambe le forme presentano dimensioni simili, anche se talvolta A. k. struthiunculus può essere leggermente più grande. È probabile che costituiscano due specie distinte[19].

## Conservazione

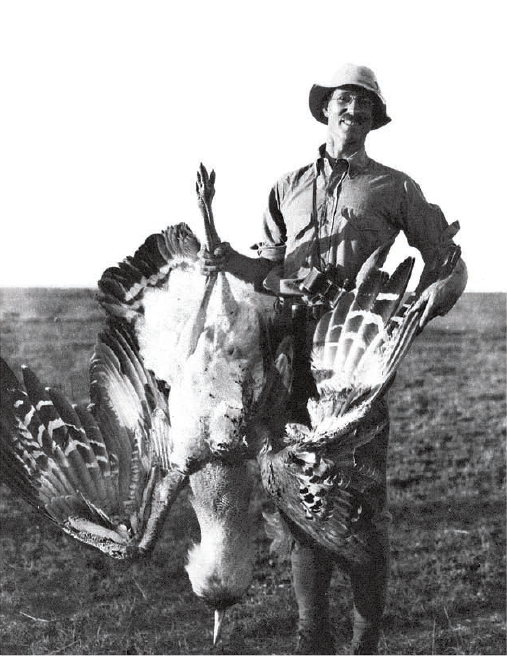
Richard Meinertzhagen con un'otarda kori abbattuta presso Nairobi nel 1915.

L'otarda kori è in linea di massima una specie piuttosto scarsa. La CITES (nel quale elenco viene classificata in Appendice II) e il 2000 Eskom Red Data Book for Birds classificano la sottospecie nominale come «vulnerabile» (Vulnerable) e stimano che nel corso delle prossime tre generazioni vi sarà un calo del 10% della popolazione presente in Sudafrica. Nelle aree protette, comunque, la specie può essere localmente comune. Popolazioni consistenti sono comunque presenti anche al di fuori delle aree protette (ad esempio in Etiopia e in Sudan, e in Tanzania attorno al lago Natron e ai piedi del Kilimangiaro), ma in queste zone sono fatte oggetto di caccia. Il numero di esemplari è stato fortemente ridotto dalla caccia: in passato era facile catturare questi animali con trappole o attirandoli con esche di gomma di Acacia. Sebbene la specie non figuri più tra le specie oggetto di caccia ormai da molto tempo, viene tuttora talvolta catturata a scopo alimentare. Presso i cacciatori è nota come Christmas turkey in Namibia e Kalahari Kentucky in Sudafrica. La caccia all'otarda è un'attività difficile da gestire in modo sostenibile.
L'otarda kori è oggi generalmente rara al di fuori delle maggiori aree protette. La distruzione dell'habitat, aggravata dall'avanzata della boscaglia provocata dal pascolo eccessivo del bestiame e dallo sviluppo agricolo, costituisce la principale minaccia alla sua sopravvivenza. Altri fattori di minaccia sono i veleni utilizzati per tenere sotto controllo le locuste e le collisioni con i cavi ad alta tensione, che provocano regolarmente molte vittime. Su un tratto di 10 km di linee elettriche sopraelevate nel Karoo sono rimaste uccise 22 otarde kori nell'arco di cinque mesi. Le otarde kori tendono ad evitare le aree fortemente antropizzate. Tuttavia, dal momento che occupa un areale così ampio e presenta un tasso di declino considerato relativamente lento, sulla lista rossa della IUCN l'otarda kori non figura tra le specie minacciate.
La specie svolge un ruolo predominante presso molte culture indigene africane, sia per le sue dimensioni imponenti che per le impressionanti e spettacolari esibizioni dei maschi adulti e la natura criptica delle femmine nidificanti. L'otarda kori figura in danze e canti dei San del Botswana, nonché nelle antiche pitture rupestri di questo stesso popolo. In Botswana veniva associata con la famiglia reale, dal momento che solo ai suoi membri era consentito mangiarne le carni, e a partire dal 2014 è anche l'uccello nazionale di questo paese.